# أحداث أرنيدو

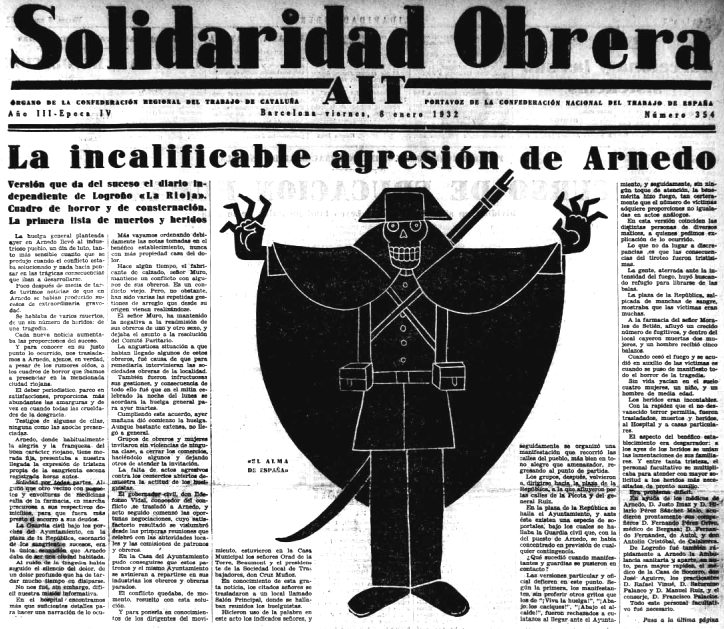
تصوير ضابط في الحرس المدني تميز بأنه «ملاك الموت» في رسم كاريكاتوري لصحيفة «سوليداريداد أوبيرا» الأناركية ردًا على تصرفات قوة الشرطة خلال تلك الأحداث في 8 يناير 1932.

أحداث أرنيدو هي أحداث جرت في بلدة أرنيدو (لاريوخا) يوم الثلاثاء 5 يناير 1932، قتل فيها 11 شخصًا برصاص الحرس المدني وأصيب ثلاثون. بعد شهر من إقرار الدستور الإسباني 1931 وتعيين نيكيتو ألكالا زامورا رئيسًا للجمهورية الإسبانية الثانية، وبعدها قام مانويل أثانيا بتشكيل حكومته الائتلافية الجمهورية الاشتراكية الثانية يوم 15 ديسمبر. فقد أغلقت أحداث أرنيدو «أسبوعًا مأساويًا» في الفترة الإصلاحية للجمهورية الثانية التي بدأت مع أحداث كاستيلبلانكو.

## الوقائع
بعد ستة أيام فقط من الأحداث المأساوية التي وقعت في كاستيلبلانكو في 31 ديسمبر 1931 التي قُتِل فيها أربعة من الحرس المدني بوحشية على يد حشد من عمال اليومية العاطلين عن العمل. وقعت مواجهة جديدة في مدينة أرونيدو في ريوخا بين السكان والحرس المدني. حيث كانت هناك شركة للأحذية سرحت العديد من عمالها. ولم يتم ارجاعهم بعد المفاوضات الطويلة وبتدخل من الحاكم المدني. فبدأ العمال في إضراب يوم الثلاثاء 5 يناير ودعت لجنة إضراب اتحاد العمال العام جميع المواطنين الواعين للانضمام إلى العمال. في نفس اليوم التقى الحاكم المدني والعمدة والعديد من المستشارين ورئيس قيادة الحرس المدني وبعض أرباب العمل الذين وافقوا على إعادة قبول المفصولين في قاعة المدينة.
وفي قاعة المدينة تجمع حشد من العمال المضربين مع عائلاتهم وجيرانهم الذين رافقوا مندوبي النقابة الذين سيجتمعون مع أرباب العمل للتوقيع على الاتفاق. وعند رؤية الحشود للحرس المدني بدأوا بالصيحات المعادية ضدهم واصفين إياهم بـ «أتباع الرأسمالية» وطالبوا بحل تلك الهيئة. فكان رد الحرس المدني الخمسة والعشرين الموجودين في الميدان بقيادة الملازم هو إطلاق النار على الحشد دون سابق إنذار. ووفقًا لبعض الروايات، بدأ كل شيء بشجار عامل مدافعا عن ابنته ذات ال15 سنة من عمرها تعرضت للضرب على أيدي أحد الحراس، فأسقط الحارس أرضا، مما دفع بباقي الحرس بفتح النار على الموجودين، فأسقطوا ثلاثة أشخاص على الأقل.
لم يتوقف إطلاق النار حتى نزل قائد الحرس المدني الذي كان في قاعة المدينة إلى الشارع وأمر الملازم بالتوقف عن إطلاق النار. وكانت النتيجة مقتل ستة رجال وخمس نساء (بينهم أم وابنها البالغ من العمر أربع سنوات، وامرأة مسنة ذات 70 عامًا)؛ إصابة 11 امرأة و 19 رجلاً بجروح (منهم صبي عمره خمس سنوات اضطر إلى بتر ساق واحدة وبعض كبار السن) ومنهم من صار عاجزا عن العمل؛ ومدني مصاب جروح طفيفة.

## النتائج
كان رد فعل الرأي العام ساخطًا وتحول التعاطف الذي أبداه تجاه الحرس المدني بعد أحداث كاستيلبلانكو إلى عداء، لأنها لم تكن المرة الأولى التي يطلق فيها الحرس المدني النار من مسافة قريبة. وفي الكورتيس طالب نواب المعارضة ايقاف رئيس الحرس المدني الجنرال سانخورخو فورا. وتمنعت الحكومة عن ذلك، ولكنها خضعت للضغوطات بعد شهر وازاحته وعينت الجنرال كابانياس بدلا عنه، وارسل سانخورخو لقيادة حرس الحدود، وقد فسرها سانخورخو بأنه سحب التفويض منه واهانته (قاد بعد خمسة أشهر أول محاولة انقلابية لإسقاط الجمهورية).
في خضم الحديث الذي جرى بين سانخورخو مع رئيس الحكومة مانويل أثانيا الذي أبلغه بفصله من رئاسة الحرس المدني، لم يتطرق سانخورخو عن الفظائع التي ارتكبها مرؤوسيه في أرنيدو، ولكنه تطرق بدلاً من ذلك إلى بلديات المدن الاشتراكية، حيث وضع السيئين في كل منزل، فهؤلاء الأشخاص غير مرغوب فيهم لأنه مثيروا الاضطرابات وترويع الناس، وتسببوا في أضرار الممتلكات فاضطروا إلى الاصطدام بالحرس المدني. وقال سانخورخو لأثانيا إنه يجب ألا يكون الاشتراكيون في الحكومة لأن وجودهم يشجع أولئك الذين يفضلون التجاوزات.
قررت المحكمة العسكرية في 30 يناير 1934 في بورغوس تبرئة الملازم الذي أصدر الأمر بإطلاق النار في أرنيدو من جريمة القتل والإصابات بسبب التهور لعدم كفاية الأدلة لتقدير مارتكبه. وكذلك برأت باقي قوة الحرس المدني التي معه من التهم.